# Hyperythra lala
Hyperythra lala är en fjärilsart som beskrevs av Swinhoe 1890. Hyperythra lala ingår i släktet Hyperythra och familjen mätare. Inga underarter finns listade i Catalogue of Life.